# Liste des matchs de l'équipe de Papouasie-Nouvelle-Guinée de football par adversaire
Cette liste présente les matchs de l'équipe de Papouasie-Nouvelle-Guinée de football par adversaire rencontré.
aaaa
- Haut – A
- B
- C
- D
- E
- F
- G
- H
- I
- J
- K
- L
- M
- N
- O
- P
- Q
- R
- S
- T
- U
- V
- W
- X
- Y
- Z

## A

### Australie

#### Confrontations
Confrontations entre l'Australie et la Papouasie-Nouvelle-Guinée en matchs officiels :
| Date            | Lieu                       | Match                                 | Score | Compétition                     |
| 26 février 1980 | Nouméa, Nouvelle-Calédonie | Australie - Papouasie-Nouvelle-Guinée | 11-2  | Coupe d'Océanie 1980 (Groupe 2) |

#### Bilan
| Rang | Équipe                    | Pts | J | G | N | P | Bp | Bc | Diff |
| ---- | ------------------------- | --- | - | - | - | - | -- | -- | ---- |
| 1    | Australie                 | 3   | 1 | 1 | 0 | 0 | 11 | 2  | +9   |
| 2    | Papouasie-Nouvelle-Guinée | 0   | 1 | 0 | 0 | 1 | 2  | 11 | -9   |

## C

### Chine

#### Confrontations
Confrontations entre la Chine et la Papouasie-Nouvelle-Guinée en matchs officiels :
| Date              | Lieu                                    | Match                             | Score | Compétition  |
| 16 septembre 1985 | Port Moresby, Papouasie-Nouvelle-Guinée | Papouasie-Nouvelle-Guinée - Chine | 1-4   | Match amical |
| 19 septembre 1985 | Port Moresby, Papouasie-Nouvelle-Guinée | Papouasie-Nouvelle-Guinée - Chine | 1-1   | Match amical |

#### Bilan
| Rang | Équipe                    | Pts | J | G | N | P | Bp | Bc | Diff |
| ---- | ------------------------- | --- | - | - | - | - | -- | -- | ---- |
| 1    | Chine                     | 4   | 2 | 1 | 1 | 0 | 5  | 2  | +3   |
| 2    | Papouasie-Nouvelle-Guinée | 1   | 2 | 0 | 1 | 1 | 2  | 5  | -3   |

## F

### Fidji

#### Confrontations
Confrontations entre les îles Fidji et la Papouasie-Nouvelle-Guinée en matchs officiels :
| Date             | Lieu                                    | Match                             | Score | Compétition                                   |
| 28 octobre 1989  | Suva, Fidji                             | Fidji - Papouasie-Nouvelle-Guinée | 2-1   | Coupe de Mélanésie 1989                       |
| 8 novembre 1990  | Vanuatu                                 | Fidji - Papouasie-Nouvelle-Guinée | 1-0   | Coupe de Mélanésie 1990                       |
| 6 juillet 1994   | Îles Salomon                            | Papouasie-Nouvelle-Guinée - Fidji | 0-1   | Coupe de Mélanésie 1994                       |
| 16 août 1995     | Papeete, Tahiti                         | Fidji - Papouasie-Nouvelle-Guinée | 2-2   | Jeux du Pacifique Sud de 1995 (deuxième tour) |
| 15 juin 1997     | Suva, Fidji                             | Fidji - Papouasie-Nouvelle-Guinée | 3-1   | Qualification pour la Coupe du monde 1998     |
| 21 juin 1997     | Port Moresby, Papouasie-Nouvelle-Guinée | Papouasie-Nouvelle-Guinée - Fidji | 0-1   | Qualification pour la Coupe du monde 1998     |
| 8 avril 2000     | Suva, Fidji                             | Fidji - Papouasie-Nouvelle-Guinée | 5-0   | Coupe de Mélanésie 2000                       |
| 12 mai 2004      | Apia, Samoa                             | Fidji - Papouasie-Nouvelle-Guinée | 4-2   | Qualification pour la Coupe du monde 2006     |
| 5 septembre 2011 | Bragado, Argentine                      | Papouasie-Nouvelle-Guinée - Fidji | 0-2   | Jeux du Pacifique de 2011 (deuxième tour)     |
| 6 juin 2012      | Honiara, Îles Salomon                   | Papouasie-Nouvelle-Guinée - Fidji | 1-1   | Coupe d'Océanie 2012 (Groupe B)               |

#### Bilan
| Rang | Équipe                    | Pts | J  | G  | N | P  | Bp | Bc | Diff |
| ---- | ------------------------- | --- | -- | -- | - | -- | -- | -- | ---- |
| 1    | Fidji                     | 35  | 17 | 10 | 5 | 2  | 32 | 16 | +16  |
| 2    | Papouasie-Nouvelle-Guinée | 11  | 17 | 2  | 5 | 10 | 16 | 32 | -16  |

## I

### Îles Cook

#### Confrontations
Confrontations entre les îles Cook et la Papouasie-Nouvelle-Guinée en matchs officiels :
| Date             | Lieu               | Match                                 | Score | Compétition                                 |
| 4 septembre 1971 | Tahiti             | Papouasie-Nouvelle-Guinée - Îles Cook | 16-1  | Jeux du Pacifique Sud de 1971 (demi-finale) |
| 27 août 2011     | Bragado, Argentine | Papouasie-Nouvelle-Guinée - Îles Cook | 4-0   | Jeux du Pacifique de 2011 (deuxième tour)   |

#### Bilan
| Rang | Équipe                    | Pts | J | G | N | P | Bp | Bc | Diff |
| ---- | ------------------------- | --- | - | - | - | - | -- | -- | ---- |
| 1    | Papouasie-Nouvelle-Guinée | 6   | 2 | 2 | 0 | 0 | 20 | 1  | +19  |
| 2    | Îles Cook                 | 0   | 2 | 0 | 0 | 2 | 1  | 20 | -19  |

## L

### Liberia

#### Confrontations
Confrontations entre le Liberia et la Papouasie-Nouvelle-Guinée en matchs officiels :
| Date         | Lieu     | Match                               | Score | Compétition  |
| 29 août 1984 | Malaisie | Papouasie-Nouvelle-Guinée - Liberia | 2-1   | Match amical |

#### Bilan
| Rang | Équipe                    | Pts | J | G | N | P | Bp | Bc | Diff |
| ---- | ------------------------- | --- | - | - | - | - | -- | -- | ---- |
| 1    | Papouasie-Nouvelle-Guinée | 3   | 1 | 1 | 0 | 0 | 2  | 1  | +1   |
| 2    | Liberia                   | 0   | 1 | 0 | 0 | 1 | 1  | 2  | -1   |

## M

### Malaisie

#### Confrontations
Confrontations entre la Malaisie et la Papouasie-Nouvelle-Guinée en matchs officiels :
| Date             | Lieu                   | Match                                | Score | Compétition                                          |
| 7 juin 1976      | Jakarta, Indonésie     | Malaisie - Papouasie-Nouvelle-Guinée | 10-1  | Qualification pour les Jeux olympiques d'été de 1976 |
| 4 septembre 1984 | Kuala Lumpur, Malaisie | Malaisie - Papouasie-Nouvelle-Guinée | 5-1   | Coupe Merdeka de 1984                                |

#### Bilan
| Rang | Équipe                    | Pts | J | G | N | P | Bp | Bc | Diff |
| ---- | ------------------------- | --- | - | - | - | - | -- | -- | ---- |
| 1    | Malaisie                  | 6   | 2 | 2 | 0 | 0 | 15 | 2  | +13  |
| 2    | Papouasie-Nouvelle-Guinée | 0   | 2 | 0 | 0 | 2 | 2  | 15 | -13  |

## N

### Nouvelle-Zélande

#### Confrontations
Confrontations entre la Nouvelle-Zélande et la Papouasie-Nouvelle-Guinée en matchs officiels :
| Date           | Lieu                                    | Match                                        | Score | Compétition                               |
| 31 mai 1997    | Port Moresby, Papouasie-Nouvelle-Guinée | Papouasie-Nouvelle-Guinée - Nouvelle-Zélande | 1-0   | Qualification pour la Coupe du monde 1998 |
| 11 juin 1997   | Auckland, Nouvelle-Zélande              | Nouvelle-Zélande - Papouasie-Nouvelle-Guinée | 7-0   | Qualification pour la Coupe du monde 1998 |
| 7 juillet 2002 | Albany, Nouvelle-Zélande                | Nouvelle-Zélande - Papouasie-Nouvelle-Guinée | 9-1   | Coupe d'Océanie 2002 (Groupe B)           |
| 4 juin 2012    | Honiara, Îles Salomon                   | Papouasie-Nouvelle-Guinée - Nouvelle-Zélande | 1-2   | Coupe d'Océanie 2012 (Groupe B)           |

#### Bilan
| Rang | Équipe                    | Pts | J | G | N | P | Bp | Bc | Diff |
| ---- | ------------------------- | --- | - | - | - | - | -- | -- | ---- |
| 1    | Nouvelle-Zélande          | 9   | 4 | 3 | 0 | 1 | 18 | 3  | +15  |
| 2    | Papouasie-Nouvelle-Guinée | 3   | 4 | 1 | 0 | 3 | 3  | 18 | -15  |

## S

### Samoa

#### Confrontations
Confrontations entre les Samoa et la Papouasie-Nouvelle-Guinée en matchs officiels :
| Date            | Lieu              | Match                             | Score | Compétition                                   |
| 9 juillet 1981  | Îles Salomon      | Papouasie-Nouvelle-Guinée - Samoa | 4-1   | Jeux du Pacifique Sud de 1981 (premier tour)  |
| 21 juillet 1989 | Nukuʻalofa, Tonga | Papouasie-Nouvelle-Guinée - Samoa | 6-0   | Jeux du Pacifique Sud de 1989 (deuxième tour) |
| 16 mars 2002    | Apia, Samoa       | Samoa - Papouasie-Nouvelle-Guinée | 1-4   | Qualification pour la Coupe d'Océanie 2002    |
| 19 mai 2004     | Apia, Samoa       | Papouasie-Nouvelle-Guinée - Samoa | 4-1   | Qualification pour la Coupe du monde 2006     |

#### Bilan
| Rang | Équipe                    | Pts | J | G | N | P | Bp | Bc | Diff |
| ---- | ------------------------- | --- | - | - | - | - | -- | -- | ---- |
| 1    | Papouasie-Nouvelle-Guinée | 12  | 4 | 4 | 0 | 0 | 18 | 3  | +15  |
| 2    | Samoa                     | 0   | 4 | 0 | 0 | 4 | 3  | 18 | -15  |

### Samoa américaines

#### Confrontations
Confrontations entre les Samoa américaines et la Papouasie-Nouvelle-Guinée en matchs officiels :
| Date             | Lieu                       | Match                                         | Score | Compétition                                  |
| 15 décembre 1987 | Nouméa, Nouvelle-Calédonie | Papouasie-Nouvelle-Guinée - Samoa américaines | 20-0  | Jeux du Pacifique Sud de 1987 (premier tour) |
| 18 mars 2002     | Apia, Samoa                | Samoa américaines - Papouasie-Nouvelle-Guinée | 0-7   | Qualification pour la Coupe d'Océanie 2002   |
| 17 mai 2004      | Apia, Samoa                | Samoa américaines - Papouasie-Nouvelle-Guinée | 0-10  | Qualification pour la Coupe du monde 2006    |

#### Bilan
| Rang | Équipe                    | Pts | J | G | N | P | Bp | Bc | Diff |
| ---- | ------------------------- | --- | - | - | - | - | -- | -- | ---- |
| 1    | Papouasie-Nouvelle-Guinée | 9   | 3 | 3 | 0 | 0 | 37 | 0  | +37  |
| 2    | Samoa américaines         | 0   | 3 | 0 | 0 | 3 | 0  | 37 | -37  |

## T

### Thaïlande

#### Confrontations
Confrontations entre la Thaïlande et la Papouasie-Nouvelle-Guinée en matchs officiels :
| Date         | Lieu     | Match                                 | Score | Compétition           |
| 29 août 1984 | Malaisie | Papouasie-Nouvelle-Guinée - Thaïlande | 4-1   | Coupe Merdeka de 1984 |

#### Bilan
| Rang | Équipe                    | Pts | J | G | N | P | Bp | Bc | Diff |
| ---- | ------------------------- | --- | - | - | - | - | -- | -- | ---- |
| 1    | Papouasie-Nouvelle-Guinée | 3   | 1 | 1 | 0 | 0 | 4  | 1  | +3   |
| 2    | Thaïlande                 | 0   | 1 | 0 | 0 | 1 | 1  | 4  | -3   |

### Tonga

#### Confrontations
Confrontations entre les Tonga et la Papouasie-Nouvelle-Guinée en matchs officiels :
| Date             | Lieu        | Match                             | Score | Compétition                                   |
| 10 décembre 1993 | Vanuatu     | Papouasie-Nouvelle-Guinée - Tonga | 0-0   | Jeux du Pacifique Sud de 1993 (deuxième tour) |
| 14 mars 2002     | Apia, Samoa | Papouasie-Nouvelle-Guinée - Tonga | 5-0   | Qualification pour la Coupe d'Océanie 2002    |
| 1er juillet 2003 | Fidji       | Papouasie-Nouvelle-Guinée - Tonga | 2-2   | Jeux du Pacifique de 2003 (deuxième tour)     |

#### Bilan
| Rang | Équipe                    | Pts | J | G | N | P | Bp | Bc | Diff |
| ---- | ------------------------- | --- | - | - | - | - | -- | -- | ---- |
| 1    | Papouasie-Nouvelle-Guinée | 5   | 3 | 1 | 2 | 0 | 7  | 2  | +5   |
| 2    | Tonga                     | 2   | 3 | 0 | 2 | 1 | 2  | 7  | -5   |

## V

### Vanuatu

#### Confrontations
Confrontations entre le Vanuatu et la Papouasie-Nouvelle-Guinée en matchs officiels :
| Date             | Lieu                                    | Match                               | Score | Compétition                                                   |
| 17 décembre 1966 | Nouméa, Nouvelle-Calédonie              | Vanuatu Papouasie-Nouvelle-Guinée   | 5-2   | Jeux du Pacifique Sud de 1966 (match pour la troisième place) |
| 16 août 1969     | Port-Moresby, Papouasie-Nouvelle-Guinée | Papouasie-Nouvelle-Guinée - Vanuatu | 2-1   | Jeux du Pacifique Sud de 1969 (deuxième tour)                 |
| 24 février 1980  | Nouméa, Nouvelle-Calédonie              | Papouasie-Nouvelle-Guinée - Tonga   | 4-3   | Coupe d'Océanie 1980 (Groupe 2)                               |

#### Bilan
| Rang | Équipe                    | Pts | J  | G | N | P | Bp | Bc | Diff |
| ---- | ------------------------- | --- | -- | - | - | - | -- | -- | ---- |
| 1    | Papouasie-Nouvelle-Guinée | 28  | 19 | 8 | 4 | 7 | 28 | 32 | -4   |
| 2    | Vanuatu                   | 25  | 19 | 7 | 4 | 8 | 32 | 28 | +4   |